# Colonna dell’Abbondanza
Die Colonna dell’Abbondanza steht im Zentrum der Piazza della Repubblica in Florenz und gilt als „Nabel der Stadt“.

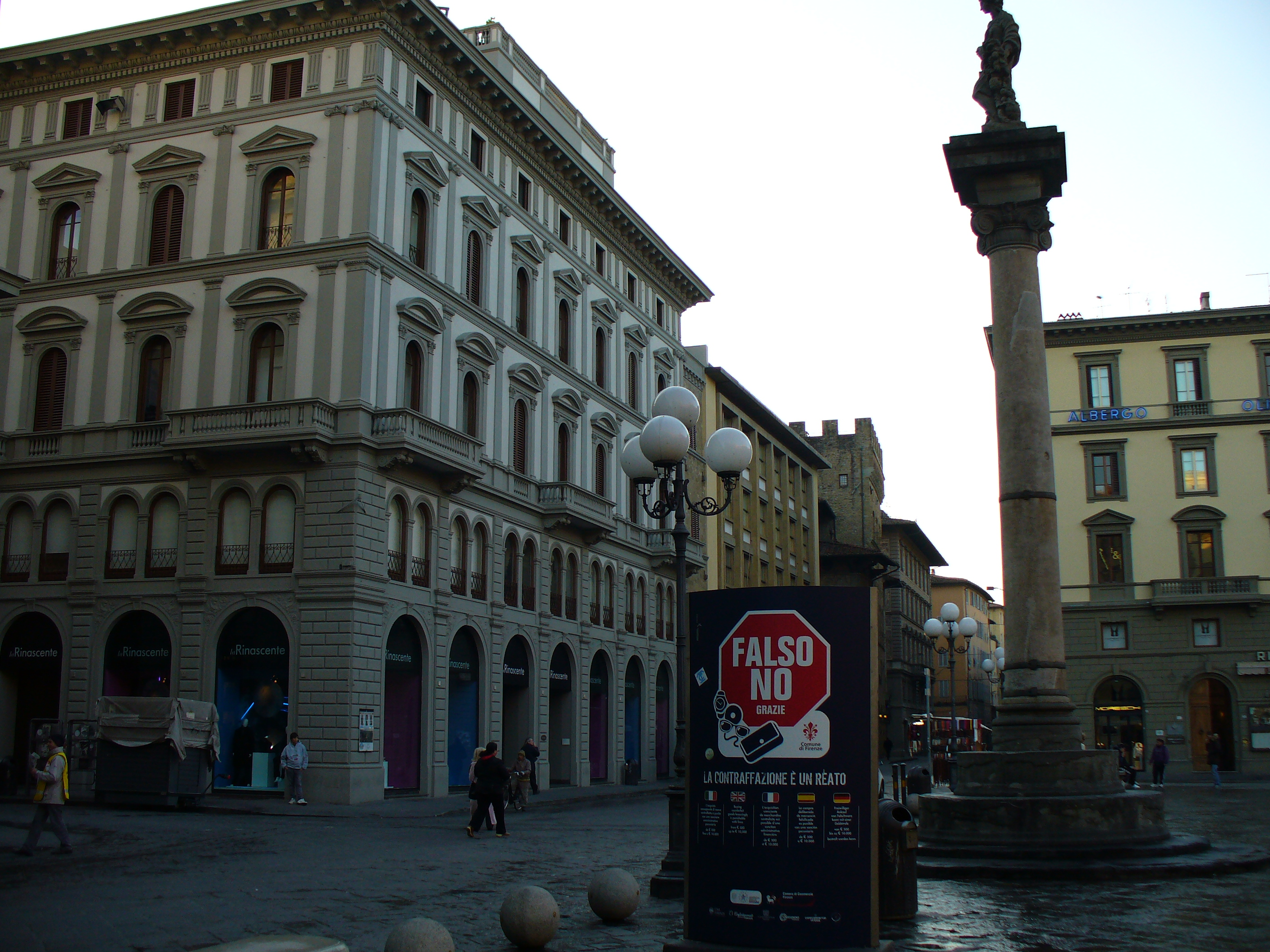
Colonna dell’Abbondanza

Eine dem heutigen Bauwerk entsprechende Bildsäule wurde 1431 errichtet, mit einer Statue der Dovizia (Pflichtentreue) von Donatello an ihrer Spitze. Eine kleine, an der Säule angebrachte Glocke diente zur Signalisierung der Marktöffnungs- und Marktschlusszeiten des Mercato Vecchio. Eine weitere Glocke diente zur öffentlichen Brandmarkung unehrlicher, betrügerischer  und insolventer Händler.
Am 20. Oktober 1721 stürzte die Statue Donatellos von der Spitze der Säule zu Boden und zerbrach. Sie wurde in der Folge durch eine ähnliche Figur, ein Werk  von Giovanni Battista Foggini, ersetzt. Nach Schleifung des Mercato Vecchio trat zunächst ein Reiterstandbild von König Viktor Emanuel II. an den Platz der Bildsäule. Dieses befindet sich heute auf dem Piazzale delle Cascine.
Im Jahre 1956 ließ der Florentiner Verschönerungsverein (Comitato per l’estetica cittadina) mit Geldern des Fremdenverkehrsamtes die Säule wieder an ihrer alten Stelle aufrichten, sie wird nun von einer Kopie der Statue Fogginis gekrönt, die von Mario Moschi stammt. Die Statue Fogginis befindet sich heute im Gebäude der städtischen Sparkasse (Palazzo della Cassa di Risparmio di Firenze), via dell’Oriuolo.